# Convivencia sagrada
Convivencia sagrada es el quinto disco de Pez, grupo de rock argentino. 
Fue grabado en enero de 2001 en los Estudios TNT (excepto el tema n.º 11, "Mis ideas son murciélagos negros", grabado en El Loto Azul por Mario Siperman) y editado por el propio grupo mediante su propio sello independiente Azione Artigianale.
El ingeniero de grabación y mezcla, además coproductor del disco, fue Mariano Esain. El álbum fue mezclado en marzo de 2001 en los Estudios del Abasto al Pasto donde Esain fue asistido por Pedro Pearson, Alberto Estela www.tatuestela.com.ar Archivado el 28 de octubre de 2011 en Wayback Machine. y Claudio Romandini. El disco fue masterizado en El Loto Azul por Mario Siperman (miembro de Los Fabulosos Cadillacs) y el arte pertenece al diseñador gráfico Hernán Archivado el 22 de marzo de 2007 en Wayback Machine.. La fotografía es de Ezequiel Muñoz.

## Canciones
1. Sveglia
2. Sol, un fantasma en la ciudad (Minimal/Salvador)
3. Todo fluye al fin (Minimal/Salese)
4. El cantor (Minimal/García)
5. El haz de luz
6. Vientodestino en vidamar (Minimal/Salvador)
7. Disfraces
8. ¡Queseyó! (Puntoriero)
9. Tres preguntas y una sola respuesta (Minimal/Salese)
10. Caballo loco
11. Mis ideas son murciélagos negros
12. Rada (Salvador/García/Puntoriero/Minimal/Salese)

Letra y música de Ariel Minimal, excepto donde se indique

## Personal

### Pez
- Ariel Minimal: voz, guitarra, guitarra acústica.
- Gustavo "Fósforo" García: bajo, coros
- Franco Salvador: batería, coros
- Pablo Puntoriero: saxo barítono, saxo tenor, saxo soprano, flauta traversa, coros.
- Juan Salese: piano eléctrico, sintetizadores, coros.

### Músicos invitados
- Gerardo Rotblat: tumbadoras y semillas
- Fernando Albareda: trompeta y flugelhorn
- Mariano Esain: coros

## Datos
- El título del disco se origina por un lado por el nombre de una subsidiaria de la discográfica EMI en Argentina, dedicada exclusivamente a la edición de discos de rock progresivo de la década del '70. Por el otro fue porque ensayaron durante su época de quinteto en una sala de ensayo construida para tres personas por lo que la convivencia allí "se dificultó".
- "¡Queseyó!", instrumental de Pablo Puntoriero, iba a llamarse originalmente "Las desventuras de Superpez en el planeta de los sordos", en irónica referencia al moderado éxito de la banda.
- "Caballo loco" es un homenaje a Neil Young y su banda soporte Crazy Horse ("Caballo Loco"), a partir de su show en Argentina, en el año 2000.
- El último tema del disco es un homenaje al músico uruguayo Rubén Rada, y contiene una breve cita instrumental de su canción "Ayer te vi" (del disco de 1975 Radeces).

- Datos: Q5786205